# Ítalo Zappa
Ítalo Zappa (* 30. März 1926 in Paola, Italien; † 4. November 1997 in Barra do Piraí) war ein brasilianischer Diplomat.
Er war Botschafter seines Landes in Mosambik (1977–1982), der Volksrepublik China (1982–1986), Kuba (1986–1990) und Vietnam (1994–1996).

## Ehrungen
- 20. Dezember 1977: Großkreuz des Ordens des Infanten Dom Henrique